# Aeropuerto de Alta Floresta
Aeropuerto de Alta Floresta (IATA: AFL, OACI: SBAT), es el aeropuerto que da servicio a Alta Floresta, Brasil.

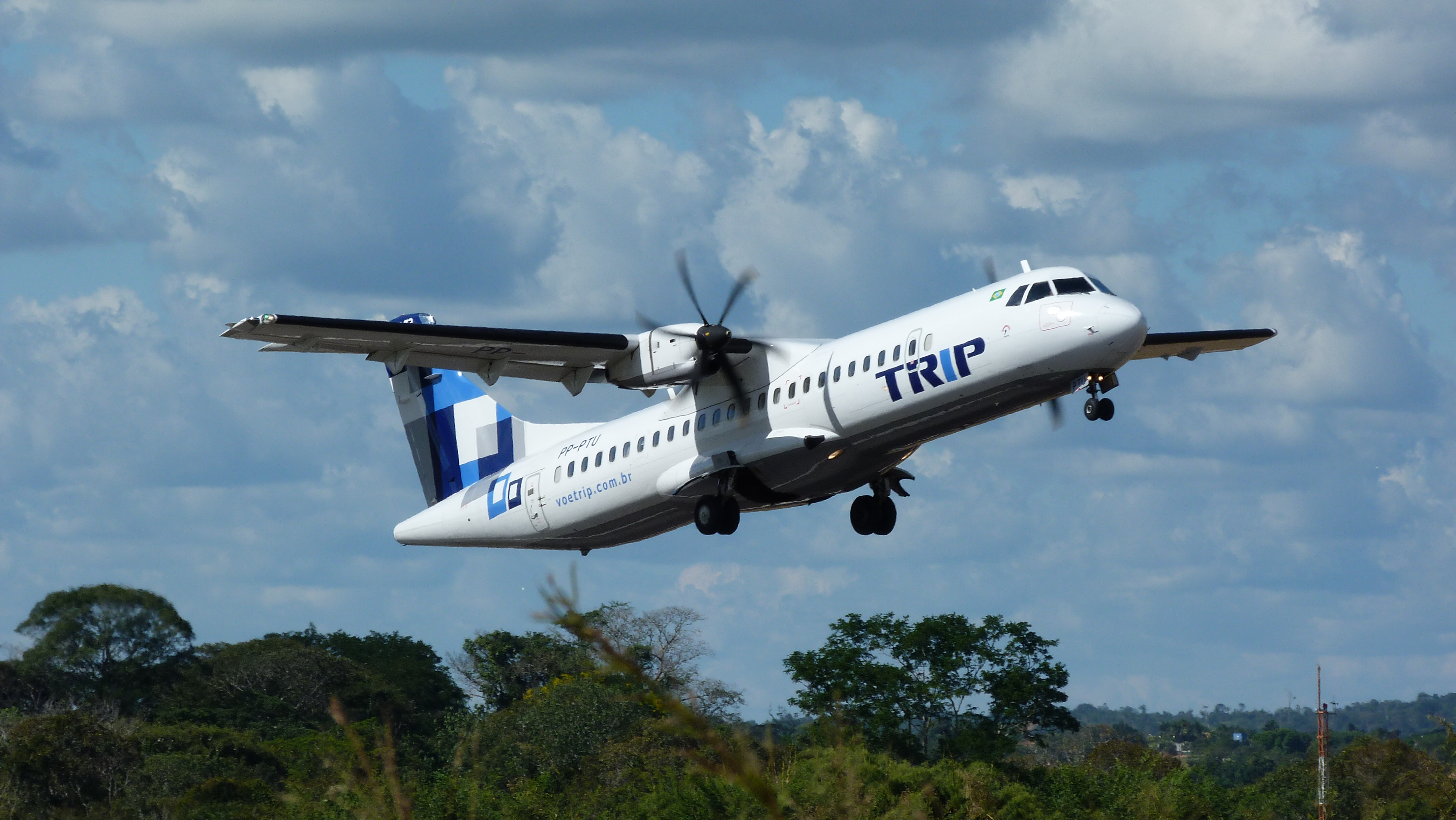
Foto tomada durante el despegue del vuelo de la Aerolínea de VIAJE de Alta Floresta (AFL) a Cuiabá (CGB)

Es operado por Aeroeste.

## Historia
El 15 de marzo de 2019 Aeroeste ganó una concesión por 30 años para operar el aeropuerto.

## Aerolíneas y destinos
| Aerolíneas              | Destinos |
| ----------------------- | -------- |
| Azul Brazilian Airlines | Cuiabá   |

## Acceso
El aeropuerto se encuentra 6 km (4 mi) desde el centro de Alta Floresta.